# Live at the Savoy, New York October 27, 1981
Live at the Savoy, New York October 27, 1981 is een livealbum van Atlanta Rhythm Section. Ten tijde van de opname was de muziekgroep een van de topbands van de Verenigde Staten, ten tijde van uitkomst van het album was de band al opgeheven zonder dat de band het zelf wist. Het album kwam als mosterd na de maaltijd want Eufaula, het laatste studioalbum verkocht al nauwelijks meer. Het livealbum is het laatste album dat officieel werd uitgebracht. In 2003 bracht de band zelf nog een live-dvd uit, in 2008 gevolgd door een verzamelalbum. Het album geeft de muziek nauwelijks goed weer.

## Musici
- Ronnie Hammond – zang
- Barry Bailey, J.R. Cobb – gitaar
- Paul Goddard – basgitaar
- Dean Daughtry –toetsinstrumenten
- Roy Yeager – slagwerk

## Muziek
| Nr. | Titel                                                        | Duur |
| --- | ------------------------------------------------------------ | ---- |
| 1.  | Champagne jam (Buie, Cobb, Nix)                              | 5:17 |
| 2.  | I'm not gonna let it bother me tonight (Buie, Daughtry, Nix) | 5:55 |
| 3.  | Homesick (Buie, Cobb)                                        | 4:54 |
| 4.  | Alien (Buie, Lewis, McRay)                                   | 5:51 |
| 5.  | Large time (Bailey, Buie, Nix)                               | 3:05 |
| 6.  | Spooky (Buie, Cobb, Middlebrooks, Shapiro)                   | 5:13 |
| 7.  | Higher (Buie, Hammond)                                       | 5:09 |
| 8.  | Imaginary lover (Buie, Daughtry, Nix)                        | 3:39 |
| 9.  | So into you (Buie, Daughtry, Nix)                            | 6:03 |
| 10. | Long tall Sally (Blackwell, Johnson, Little Richard))        | 3:08 |